# ジョン・カザール
ジョン・ホランド・カザール（John Holland Cazale、1935年8月12日 – 1978年3月12日）は、アメリカの俳優。

## 経歴

### 生い立ち
マサチューセッツ州リビアに生まれた。父親はイタリア系アメリカ人、母親はアイルランド系のアメリカ人だった。高校はボクストン・スクール。東部の名門であるオバーリン大学とボストン大学で演劇を学び、同校を卒業した。10代の頃には後に『ゴッドファーザー』などで共演することになるアル・パチーノと親交を深めた
。

### スターに
イスラエル・ホロヴィッツ（en:Israel Horovitz）の『The Indian Wants the Bronx』にアル・パチーノと共演した。同作品で、1967-1968年シーズンのオフ・ブロードウェイのオビー賞を受賞した。ホロヴィッツの『Line』での演技が映画プロデューサーのフレッド・ルース（en:Fred Roos）の目に止まり、ルースがフランシス・フォード・コッポラに推薦したことにより映画出演の足がかりをつかむ。
1972年、『ゴッドファーザー』で映画デビュー。フレド・コルレオーネ役で出演した。映画は興行、批評の双方で大きな成功をおさめ、友人のアル・パチーノ等と共に無名俳優から一躍スターダムにのし上がった。
1974年4月、コッポラが監督した『カンバセーション…盗聴…』に出演。同年12月、『ゴッドファーザー PART II』に出演。
1975年、『狼たちの午後』で再びパチーノと共演し、こちらでも自身がゴールデングローブ賞にノミネートされるなど成功を収めた。
1976年、ニューヨーク・シェイクスピア・フェスティバルで上演された舞台『尺には尺を』にメリル・ストリープと共演。これがきっかけでストリープとの交流が生まれ、彼女との関係はカザールが1978年に没するまで続いた。

### 死去
映画『ディア・ハンター』（1978年12月公開）の制作が始まっていた時には彼は既に肺癌の診断を受けていた。病気を知らされた制作者のユニバーサル・スタジオは彼の出演に難色を示したが、カザールの精力的な姿勢を尊重した監督のマイケル・チミノや共演のロバート・デ・ニーロ、メリル・ストリープらの尽力により制作は続行された。映画制作時にカザールとストリープは婚約している。
その後、治療もむなしく癌は骨にも転移。撮影終了後の1978年3月12日、封切りを待つことなく死去した。42歳没。

## 備考
- カザールの出演作は死後も含めて全てIMDBの選出した250本の映画作品のリストに含まれている他、アカデミー作品賞にノミネートされており、そのうち3作が受賞した。
- 2009年1月、カザールの生涯と作品を追ったドキュメンタリー映画『I Knew It Was You』がサンダンス映画祭で公開された。

## 出演作品

### 
| 公開年 | 邦題 原題                                        | 役名                 | 備考                           |
| ------ | ------------------------------------------------ | -------------------- | ------------------------------ |
| 1972   | ゴッドファーザー The Godfather                   | フレド・コルレオーネ |                                |
| 1974   | カンバセーション…盗聴… The Conversation          | スタン               |                                |
| 1974   | ゴッドファーザー PART II The Godfather Part II   | フレド・コルレオーネ |                                |
| 1975   | 狼たちの午後 Dog Day Afternoon                   | サル                 | ゴールデングローブ賞ノミネート |
| 1978   | ディア・ハンター The Deer Hunter                 | スタン               |                                |
| 1990   | ゴッドファーザー PART III The Godfather Part III | フレド・コルレオーネ | ※フィルム・アーカイブとして    |

### テレビ
| 放映年 | 邦題 原題                                                           | 役名                 | 備考                                                                          |
| ------ | ------------------------------------------------------------------- | -------------------- | ----------------------------------------------------------------------------- |
| 1968   | ニューヨーク警察 N.Y.P.D.                                           | トム・アンドリュース | シーズン2 第8話 "The Peep Freak"                                              |
| 1977   | ゴッドファーザー テレビ完全版 The Godfather: A Novel for Television | フレド・コルレオーネ | 映画『ゴッドファーザー』『ゴッドファーザーPARTII』2作のテレビ放映用再編集版。 |

## 受賞歴

### ゴールデングローブ賞
ノミネート
1976年 助演男優賞:『狼たちの午後』